# XVII Spadochronowe Mistrzostwa Polski w Formation Skydiving-4 Chrcynno 2013
XVII Spadochronowe Mistrzostwa Polski w Formation Skydiving-4 Chrcynno 2013 – odbyły się 1–4 października 2013 na strefie Skydive Warszawa w Chrcynnie. Gospodarzem i organizatorem Mistrzostw był Aeroklub Warszawski. Skoki wykonywano z wysokości 3 050 metrów (10 000 stóp) i opóźnieniem 35 sekund, ze strefowej Cessna 208B (SP-WAW). Wykonano 10 kolejek skoków, a także kolejkę treningową. 

## Rozegrane kategorie
Mistrzostwa rozegrano w jednej kategorii:
- Formation Skydiving-4.

## Kierownictwo Mistrzostw
- Sędzia Główny – Maciej Antkowiak.

Źródło: 

## Medaliści
Medalistów XVII Spadochronowych Mistrzostw Polski w Formation Skydiving-4 Chrcynno 2013 podano za: Lidia Kosk: Wyniki Mistrzostw Polski w Formation Skydiving, lata 1989–2014. [dostęp 2021-02-08]. (pol.). i Sławomir Kasjaniuk: Un4given-SkyCamp.pl ponownie zwycięża w Mistrzostwach Polski FS-4. lotniczapolska.pl, 2013-10-04. [dostęp 2016-04-21]. (pol.).
| Konkurencja           | Złoto               | Srebro                | Brąz                         |
| Formation Skydiving-4 | Un4Given–SkyCamp.pl | OSWRiS WKS Skrzydło I | Sky4Four Aeroklub Warszawski |

## Wylosowane zestawy figur
Wylosowane zestawy figur XVII Spadochronowych Mistrzostw Polski w Formation Skydiving-4 Chrcynno 2013 podano za: Jan Isielenis, Archiwum Sekcji Spadochronowej Aeroklubu Gliwickiego, 2013. Brak numerów stron w książce
- I kolejka (14 – 20 – O)
- II kolejka (J – 11 – M – 17)
- III kolejka (A – 9 – 2)
- IV kolejka (6 – L – 16)
- V kolejka (Q – 18 – H – C)
- VI kolejka (15 – 10 – D)
- VII kolejka (F – 19 – B – 3)
- VIII kolejka (5 – G – 1)
- IX kolejka (12 – 8 – P)
- Finał (K – N – 7 – 13).

## Wyniki
Wyniki Uczestników XVII Spadochronowych Mistrzostw Polski w Formation Skydiving-4 Chrcynno 2013 podano za: Sławomir Kasjaniuk: Un4given-SkyCamp.pl ponownie zwycięża w Mistrzostwach Polski FS-4. 2013-10-04. Brak numerów stron w książce
W mistrzostwach wystartowało 7 zespołów  Polska: 4 cywilne i 3 zespoły złożone ze skoczków wojskowych.
| Klasyfikacja – Formation Skydiving-4 | Klasyfikacja – Formation Skydiving-4 | Klasyfikacja – Formation Skydiving-4 | Klasyfikacja – Formation Skydiving-4 | Klasyfikacja – Formation Skydiving-4 | Klasyfikacja – Formation Skydiving-4 | Klasyfikacja – Formation Skydiving-4 | Klasyfikacja – Formation Skydiving-4 | Klasyfikacja – Formation Skydiving-4 | Klasyfikacja – Formation Skydiving-4 | Klasyfikacja – Formation Skydiving-4 | Klasyfikacja – Formation Skydiving-4 | Klasyfikacja – Formation Skydiving-4 |
| ------------------------------------ | --- | ------------------------------------ | ------------------------------------ | ------------------------------------ | ------------------------------------ | ------------------------------------ | ------------------------------------ | ------------------------------------ | ------------------------------------ | ------------------------------------ | ------------------------------------ | ------------------------------------ |
| Miejsce                              | Drużyna | Kolejka                              | Kolejka                              | Kolejka                              | Kolejka                              | Kolejka                              | Kolejka                              | Kolejka                              | Kolejka                              | Kolejka                              | Finał                                | Razem                                |
| Miejsce                              | Drużyna | I                                    | II                                   | II                                   | IV                                   | V                                    | VI                                   | VII                                  | VIII                                 | IX                                   | Finał                                | Razem                                |
| 1                                    | Un4given–SkyCamp.pl Sebastian Dratwa, Marek Nowakowski, Dariusz Filipowski, Bartosz Staśkiewicz, Andrzej Bartłomowicz (kamera)                                                    | 11                                   | 14                                   | 15                                   | 13                                   | 12                                   | 9                                    | 16                                   | 12                                   | 11                                   | 12                                   | 125                                  |
| 2                                    | Ośrodek Szkolenia Wysokościowo–Ratowniczego i Spadochronowego Sił Powietrznych/WKS Skrzydło I Tomasz Rogala, Rafał Filus, Maciej Lamentowicz, Piotr Błażewicz, Piotr Kut (kamera) | 6                                    | 9                                    | 11                                   | 8                                    | 11                                   | 7                                    | 12                                   | 9                                    | 8                                    | 10                                   | 91                                   |
| 3                                    | Sky4Four Aeroklub Warszawski Michał Barański, Anna Dzido, Zbigniew Kordzikowski, Arkadiusz Szczebiot, Arkadiusz Wantoła (kamera)                                                  | 7                                    | 8                                    | 9                                    | 6                                    | 8                                    | 8                                    | 7                                    | 6                                    | 6                                    | 9                                    | 74                                   |
| 4                                    | OSWRiS/WKS Skrzydło II Marcin Laskowski, Stanisław Bednarski, Piotr Augustyniak, Krzysztof Szopiński (kamera)                                                                     | 8                                    | 11                                   | 8                                    | 6                                    | 6                                    | 7                                    | 8                                    | 6                                    | 6                                    | 6                                    | 72                                   |
| 5                                    | High Voltage Grzegorz Ilczuk, Krzysztof Koziorzemski, Ewa Pisarek, Rafał Popławski, Artur Ceran (kamera)                                                                          | 5                                    | 8                                    | 9                                    | 8                                    | 8                                    | 4                                    | 7                                    | 6                                    | 6                                    | 8                                    | 69                                   |
| 6                                    | Power PIGS Tomasz Ignaczuk, Rafał Nowakowski, Robert Przytuła, Tomasz Prusak i Mariusz Pawłowski (kamera)                                                                         | 5                                    | 8                                    | 8                                    | 9                                    | 4                                    | 6                                    | 4                                    | 5                                    | 3                                    | 5                                    | 57                                   |
| 7                                    | 4 WAR Leszek Borek, Rafał Meresiński, Zbigniew Sarnowski, Artur Zieliński i Wiktor Drewnik (kamera)                                                                               | 3                                    | 6                                    | 5                                    | 4                                    | 2                                    | 2                                    | 5                                    | 5                                    | 6                                    | 5                                    | 43                                   |